# Przywódcy państw i terytoriów zależnych w 2023
Przywódcy państw i terytoriów zależnych w 2023 – lista przywódców państw i terytoriów zależnych w roku 2023.

## Afryka
- Algieria
  - Prezydent – Abd al-Madżid Tabbun, Prezydenci Algierii (od 2019)
  - Premier – 
    1. Ajman Bin Abd ar-Rahman, Premierzy Algierii (2021–2023)
    2. Nadir al-Arbawi, Premierzy Algierii (od 2023)

- Angola
  - Prezydent – João Lourenço, Prezydenci Angoli (od 2017)

- Benin
  - Prezydent – Patrice Talon, Prezydenci Beninu (od 2016)

- Botswana
  - Prezydent – Mokgweetsi Masisi, Prezydenci Botswany (od 2018)

- Brytyjskie Terytorium Oceanu Indyjskiego (terytorium zamorskie Wielkiej Brytanii)
  - Komisarz – Paul Candler, Komisarze Brytyjskiego Terytorium Oceanu Indyjskiego (od 2021)
  - Administrator – Balraj Dhanda, Administratorzy Brytyjskiego Terytorium Oceanu Indyjskiego (od 2022)

- Burkina Faso
  - Przewodniczący Patriotycznego Ruchu na rzecz Ochrony i Odbudowy – Ibrahim Traore (od 2022)
  - p.o. premiera – Appolinaire Joachim Kyelem de Tambela, Premierzy Burkina Faso (od 2022)

- Burundi
  - Prezydent – Evariste Ndayishimiye, Prezydenci Burundi (od 2020)
  - Premier – Gervais Ndirakobuca, Premierzy Burundi (od 2022)

- Czad
  - Przewodniczący Tymczasowej Rady Wojskowej – Mahamat Déby Itno (od 2021)
  - Premier – Saleh Kebzabo, Premierzy Czadu (od 2022)

- Demokratyczna Republika Konga
  - Prezydent – Félix Tshisekedi, Prezydenci Demokratycznej Republiki Konga (od 2019)
  - Premier – Jean-Michel Sama Lukonde, Premierzy Demokratycznej Republiki Konga (od 2021)

- Dżibuti
  - Prezydent – Ismail Omar Guelleh, Prezydenci Dżibuti (od 1999)
  - Premier – Abdoulkader Kamil Mohamed, Premierzy Dżibuti (od 2013)

- Egipt
  - Prezydent – Abd al-Fattah as-Sisi, Prezydenci Egiptu (od 2014)
  - Premier – Mustafa Madbuli, Premierzy Egiptu (od 2018)

- Erytrea
  - Prezydent – Isajas Afewerki, Prezydenci Erytrei (od 1993)

- Etiopia
  - Prezydent – Sahle-Work Zewde, Prezydenci Etiopii (od 2018)
  - Premier – Abiy Ahmed Ali, Premierzy Etiopii (od 2018)

- Gabon
  - Prezydent – 
    1. Ali Bongo Ondimba, Prezydenci Gabonu (2009–2023)
    2. Brice Clotaire Oligui Nguema, P.o. prezydenta Gabonu (od 2023)

  - Premier – 
    1. Rose Christiane Ossouka Raponda, Premierzy Gabonu (2020–2023)
    2. Alain Claude Bilie By Nze, Premierzy Gabonu (2023)
    3. Raymond Ndong Sima, Premierzy Gabonu (od 2023)

- Gambia
  - Prezydent – Adama Barrow, Prezydenci Gambii (od 2017)

- Ghana
  - Prezydent – Nana Akufo-Addo, Prezydenci Ghany (od 2017)

- Gwinea
  - Prezydent – Mamady Doumbouya, P.o. prezydenta Gwinei (od 2021)
  - Przewodniczący Narodowego Komitetu Pojednania i Rozwoju – Mamady Doumbouya (od 2021)
  - Premier – Bernard Gomou, Premierzy Gwinei (od 2022)

- Gwinea Bissau
  - Prezydent – Umaro Sissoco Embaló, Prezydenci Gwinei Bissau (od 2020)
  - Premier – 
    1. Nuno Gomes Nabiam, Premierzy Gwinei Bissau (2020–2023)
    2. Geraldo Martins, Premierzy Gwinei Bissau (od 2023)

- Gwinea Równikowa
  - Prezydent – Teodoro Obiang Nguema Mbasogo, Prezydenci Gwinei Równikowej (od 1979)
  - Premier – Francisco Pascual Obama Asue, Premierzy Gwinei Równikowej (od 2016)

- Kamerun
  - Prezydent – Paul Biya, Prezydenci Kamerunu (od 1982)
  - Premier – Joseph Ngute, Premierzy Kamerunu (od 2019)

- Kenia
  - Prezydent – William Ruto, Prezydenci Kenii (od 2022)

- Komory
  - Prezydent – Azali Assoumani, Prezydenci Komorów (od 2016)

- Kongo
  - Prezydent – Denis Sassou-Nguesso, Prezydenci Konga (od 1997)
  - Premier – Anatole Collinet Makosso, Premierzy Konga (od 2021)

- Lesotho
  - Król – Letsie III, Królowie Lesotho (od 1996)
  - Premier – Moeketsi Majoro, Premierzy Lesotho (od 2020)

- Liberia
  - Prezydent – George Weah, Prezydenci Liberii (od 2018)

- Libia
  - Głowa państwa – Muhammad al-Manfi, Przewodniczący Rady Prezydenckiej (od 2021)
  - Premier – Abd al-Hamid ad-Dubajba, Premierzy Libii (od 2021)

- Madagaskar
  - Prezydent – 
    1. Andry Rajoelina, Prezydenci Madagaskaru (2019–2023)
    2. Christian Ntsay, P.o. prezydenta Madagaskaru (2023)
    3. Richard Ravalomanana, P.o. prezydenta Madagaskaru (2023)
    4. Andry Rajoelina, Prezydenci Madagaskaru (od 2023)

  - Premier – Christian Ntsay, Premierzy Madagaskaru (od 2018)

- Majotta (departament zamorski Francji)
  - Prefekt – Thierry Suquet, Prefekci Majotty (od 2021)
  - Szef rządu – Soibahadine Ibrahim Ramadani, Przewodniczący Rady Departamentalnej Majotty (od 2015)

- Malawi
  - Prezydent – Lazarus Chakwera, Prezydenci Malawi (od 2020)

- Mali
  - p.o. prezydenta – Assimi Goita (od 2021)
  - p.o. premiera – Abdoulaye Maïga, p.o. premiera (od 2022)

- Maroko
  - Król – Muhammad VI, Królowie Maroka (od 1999)
  - Premier – Aziz Achannusz, Premierzy Maroka (od 2021)
  -  Sahara Zachodnia (państwo nieuznawane)
    - Prezydent – Ibrahim Ghali, Prezydenci Sahary Zachodniej (od 2016)
    - Premier – Buszraja Hammudi Bajun, Premierzy Sahary Zachodniej (od 2020)

- Mauretania
  - Prezydent – Muhammad wuld al-Ghazwani, Prezydenci Mauretanii (od 2019)
  - Premier – Muhammad wuld Bilal, Premierzy Mauretanii (od 2020)

- Mauritius
  - Prezydent – Prithvirajsing Roopun, Prezydenci Mauritiusa (od 2019)
  - Premier – Pravind Jugnauth, Premierzy Mauritiusa (od 2017)

- Mozambik
  - Prezydent – Filipe Nyusi, Prezydenci Mozambiku (od 2015)
  - Premier – Adriano Maleiane, Premierzy Mozambiku (od 2022)

- Namibia
  - Prezydent – Hage Geingob, Prezydenci Namibii (od 2015)
  - Premier – Saara Kuugongelwa-Amadhila, Premierzy Namibii (od 2015)

- Niger
  - Przewodniczący Narodowej Rady Ocalenia Ojczyzny – Abdourahamane Tchiani (od 2023)
  - Prezydent – 
    1. Mohamed Bazoum, Prezydenci Nigru (2021–2023)

  - Premier – 
    1. Ouhoumoudou Mahamadou, Premierzy Nigru (2021–2023)
    2. Ali Lamine Zeine, Premierzy Nigru (od 2023)

- Nigeria
  - Prezydent – 
    1. Muhammadu Buhari, Prezydenci Nigerii (2015–2023)
    2. Bola Tinubu, Prezydenci Nigerii (od 2023)

- Południowa Afryka
  - Prezydent – Cyril Ramaphosa, Prezydenci Południowej Afryki (od 2018)

- Republika Środkowoafrykańska
  - Prezydent – Faustin-Archange Touadéra, Prezydenci Republiki Środkowoafrykańskiej (od 2016)
  - Premier – Félix Moloua, Premierzy Republiki Środkowoafrykańskiej (od 2022)

- Republika Zielonego Przylądka
  - Prezydent – José Maria Neves, Prezydenci Republiki Zielonego Przylądka (od 2021)
  - Premier – Ulisses Correia e Silva, Premierzy Republiki Zielonego Przylądka (od 2016)

- Reunion (departament zamorski Francji)
  - Prefekt – Jérôme Filippini, Prefekci Reunionu (od 2022)
  - Przewodniczący Rady Departamentalnej – Cyrille Melchior, Przewodniczący Rady Departamentalnej (od 2017)
  - Przewodniczący Rady Regionalnej – Huguette Bello, Przewodniczący Rady Regionalnej Reunionu (od 2021)

- Rwanda
  - Prezydent – Paul Kagame, Prezydenci Rwandy (od 2000)
  - Premier – Édouard Ngirente, Premierzy Rwandy (od 2017)

- Senegal
  - Prezydent – Macky Sall, Prezydenci Senegalu (od 2012)

- Seszele
  - Prezydent – Wavel Ramkalawan, Prezydenci Seszeli (od 2020)

- Sierra Leone
  - Prezydent – Julius Maada Bio, Prezydenci Sierra Leone (od 2018)
  - Premier – 
    1. Jacob Jusu Saffa, Premierzy Sierra Leone (2021–2023)
    2. David Moinina Sengeh, Premierzy Sierra Leone (od 2023)

- Somalia
  - Prezydent – Hassan Sheikh Mohamud, Prezydenci Somalii (od 2022)
  - Premier – Hamza Abdi Barre, Premierzy Somalii (od 2022)

- -  Somaliland (państwo nieuznawane)
    - Prezydent – Muse Bihi Abdi, Prezydenci Somalilandu (od 2017)

  -  Puntland (autonomiczna republika w ramach Somalii)
    - Prezydent – Said Abdullahi Deni, Prezydenci Puntlandu (od 2019)

  -  Galmudug (autonomiczna republika w ramach Somalii)
    - Prezydent – Ahmed Abdi Karie, Prezydenci Galmudugu (od 2020)

- Eswatini
  - Król – Mswati III, Królowie Eswatini (od 1986)
  - Premier – 
    1. Cleopas Dlamini, Premierzy Eswatini (2021–2023)
    2. Mgwagwa Gamedze, Premierzy Eswatini (2023)
    3. Russell Dlamini, Premierzy Eswatini (od 2023)

- Sudan
  - Prezydent – Abd al-Fattah Abd ar-Rahman al-Burhan, Prezydenci Sudanu (od 2019)
  - p.o. premiera – Usman Husajn, Premierzy Sudanu (od 2022)

- Sudan Południowy
  - Prezydent – Salva Kiir Mayardit, Prezydenci Sudanu Południowego (od 2005)

- Tanzania
  - Prezydent – Samia Suluhu, Prezydenci Tanzanii (od 2021)
  - Premier – Kassim Majaliwa, Premierzy Tanzanii (od 2015)

- Togo
  - Prezydent – Faure Gnassingbé, Prezydenci Togo (od 2005)
  - Premier – Victoire Tomegah Dogbé, Premierzy Togo (od 2020)

- Tunezja
  - Prezydent – Kajs Su’ajjid, prezydenci Tunezji (od 2019)
  - Premier – 
    1. Najla Boudin Romdhane, Premierzy Tunezji (2021–2023)
    2. Ahmad al-Haszszani, Premierzy Tunezji (od 2023)

- Uganda
  - Prezydent – Yoweri Museveni, Prezydenci Ugandy (od 1986)
  - Premier – Robinah Nabbanja, Premierzy Ugandy (od 2021)

- Wybrzeże Kości Słoniowej
  - Prezydent – Alassane Ouattara, Prezydenci Wybrzeża Kości Słoniowej (od 2010)
  - Premier – 
    1. Patrick Achi, Premierzy Wybrzeża Kości Słoniowej (2021–2023)
    2. Robert Beugré Mambé, Premierzy Wybrzeża Kości Słoniowej (od 2023)

- Wyspa Świętej Heleny, Wyspa Wniebowstąpienia i Tristan da Cunha (terytorium zamorskie Wielkiej Brytanii)
  - Gubernator – Nigel Phillips, Gubernatorzy Wyspy Świętej Heleny, Wyspy Wniebowstąpienia i Tristan da Cunha (od 2022)

- Wyspy Świętego Tomasza i Książęca
  - Prezydent – Carlos Vila Nova, Prezydenci Wysp Świętego Tomasza i Książęcej (od 2021)
  - Premier – Jorge Bom Jesus, Premierzy Wysp Świętego Tomasza i Książęcej (od 2018)

- Zambia
  - Prezydent – Hakainde Hichilema, Prezydenci Zambii (od 2021)

- Zimbabwe
  - Prezydent – Emmerson Mnangagwa, Prezydenci Zimbabwe (od 2017)

## Azja
- Afganistan
  - Emir – Hibatullah Achundzada, Emirowie Afganistanu (od 2021)
  - P.o. premiera – Hasan Achund, Premierzy Afganistanu (od 2021)

- Akrotiri (brytyjska suwerenna baza wojskowa w południowej części Cypru)
  - Administrator – Peter J.M. Squires, Administratorzy Akrotiri i Dhekelii (od 2022)

- Arabia Saudyjska
  - Król – Salman ibn Abd al-Aziz Al Su’ud, Królowie Arabii Saudyjskiej (od 2015)
  - Premier – Muhammad ibn Salman ibn Abd al-Aziz Al Su’ud, Premierzy Arabii Saudyjskiej (od 2022)

- Armenia
  - Prezydent – Wahagn Chaczaturian, Prezydenci Armenii (od 2022)
  - Premier – Nikol Paszinian, Premierzy Armenii (od 2018)

- Azerbejdżan
  - Prezydent – İlham Əliyev, Prezydenci Azerbejdżanu (od 2003)
  - Premier – Əli Əsədov, Premierzy Azerbejdżanu (od 2019)

- -  Górski Karabach (państwo nieuznawane)
    - Prezydent –

    1. Arajik Harutiunian, Prezydenci Górskiego Karabachu (2020–2023)
    2. Dawit Iszchanjan, P.o. prezydenta Górskiego Karabachu (2023)
    3. Samwel Szahramanian, Prezydenci Górskiego Karabachu (od 2023)

- -     - Minister stanu –

    1. Ruben Vardanjan, Ministrowie stanu Górskiego Karabachu (2022–2023)
    2. Gurgen Nersisjan, Ministrowie stanu Górskiego Karabachu (2023)
    3. Samwel Szahramanian, Ministrowie stanu Górskiego Karabachu (2023)
    4. Artur Harutjunjan, Ministrowie stanu Górskiego Karabachu (od 2023)

- Bahrajn
  - Król – Hamad ibn Isa Al Chalifa, Królowie Bahrajnu (od 1999)
  - Premier – Salman ibn Hamad ibn Isa Al Chalifa, Premier Bahrajnu (od 2020)

- Bangladesz
  - Prezydent – 
    1. Abdul Hamid, Prezydenci Bangladeszu (2013–2023)
    2. Mohammed Shahabuddin, Prezydenci Bangladeszu (od 2023)

  - Premier – Sheikh Hasina Wajed, Premierzy Bangladeszu (od 2009)

- Bhutan
  - Król – Jigme Khesar Namgyel Wangchuck, Królowie Bhutanu (od 2006)
  - Premier – 
    1. Lotay Tshering, Premierzy Bhutanu (2018–2023)
    2. Chogyal Dago Rigdzin, P.o. premiera Bhutanu (od 2023)

- Brunei
  - Sułtan – Hassanal Bolkiah, Sułtani Brunei (od 1967)

- Chiny
  - Sekretarz generalny KPCh – Xi Jinping, Sekretarze Generalni Komunistycznej Partii Chin (od 2012)
  - Przewodniczący ChRL – Xi Jinping, Przewodniczący Chińskiej Republiki Ludowej (od 2013)
  - Premier – 
    1. Li Keqiang, Premierzy Chińskiej Republiki Ludowej (2013–2023)
    2. Li Qiang, Premierzy Chińskiej Republiki Ludowej (2013–2023)

  - Przewodniczący CKW KC KPCh – Xi Jinping, Przew. Centralnej Komisji Wojskowej Komitetu Centralnego KPCh (od 2012)

- Cypr
  - Prezydent – 
    1. Nikos Anastasiadis, Prezydenci Cypru (2013–2023)
    2. Nikos Christodoulides, Prezydenci Cypru (od 2023)

  -  Cypr Północny (państwo nieuznawane)
    - Prezydent – Ersin Tatar, Prezydenci Cypru Północnego (od 2020)
    - Premier – Ünal Üstel, Premierzy Cypru Północnego (od 2022)

- Dhekelia (brytyjska suwerenna baza wojskowa w południowo-wschodniej części Cypru)
  - Administrator – Peter J.M. Squires, Administratorzy Akrotiri i Dhekelii (od 2022)

- Filipiny
  - Prezydent – Ferdinand Marcos Jr., Prezydenci Filipin (od 2022)

- Gruzja
  - Prezydent – Salome Zurabiszwili, Prezydenci Gruzji (od 2018)
  - Premier – Irakli Garibaszwili, Premierzy Gruzji (od 2021)

- -  Abchazja (państwo nieuznawane)
    - Prezydent – Asłan Bżanija, Prezydenci Abchazji (od 2020)
    - Premier – Aleksandr Ankwab, Premierzy Abchazji (od 2020)

- -  Osetia Południowa (państwo nieuznawane)
    - Prezydent – Anatolij Bibiłow, Prezydenci Osetii Południowej (od 2017)
    - Premier – Giennadij Biekojew, Premierzy Osetii Południowej (od 2020)

- Indie
  - Prezydent – Droupari Murmu, Prezydenci Indii (od 2022)
  - Premier – Narendra Modi, Premierzy Indii (od 2014)

- Indonezja
  - Prezydent – Joko Widodo, prezydenci Indonezji (od 2014)

- Irak
  - Prezydent – Abdul Latif Raszid, Prezydenci Iraku (od 2022)
  - Premier – Muhammad Szija as-Sudani, Premierzy Iraku (od 2022)

- Iran
  - Najwyższy przywódca – Ali Chamenei, Najwyżsi przywódcy Iranu (od 1989)
  - Prezydent – Ebrahim Ra’isi, Prezydenci Iranu (od 2021)

- Izrael
  - Prezydent – Jicchak Herzog, Prezydenci Izraela (od 2021)
  - Premier – Binjamin Netanjahu, Premierzy Izraela (od 2022)

- -  Palestyna (państwo nieuznawane)
    - Prezydent – Mahmud Abbas, Prezydenci Autonomii Palestyńskiej (od 2005)
    - Premier – Mohammed Sztajeh, Premierzy Autonomii Palestyńskiej (od 2019)

- Japonia
  - Cesarz – Naruhito, Cesarze Japonii (od 2019)
  - Premier – Fumio Kishida, Premierzy Japonii (od 2021)

- Jemen
  - Prezydent – Abd Rabbuh Mansur Hadi, Prezydenci Jemenu (2012–2015 i ponownie od 2015)
  - Premier – Ma’in Abd al-Malik Sa’id, Premierzy Jemenu (od 2018)
  - Naczelny Komitet Rewolucyjny Jemenu
    - Głowa Państwa – Mahdi al-Maszat, Przewodniczący Najwyższej Rady Politycznej Jemenu (od 2018)
    - Premier – Abdel Aziz bin Habtour, Premier Jemenu (od 2016)

- Jordania
  - Król – Abdullah II, Królowie Jordanii (od 1999)
  - Premier – Biszr al-Chasawina, Premierzy Jordanii (od 2020)

- Kambodża
  - Król – Norodom Sihamoni, Królowie Kambodży (od 2004)
  - Premier – 
    1. Hun Sen, Premierzy Kambodży (1985–2023)
    2. Hun Manet, Premierzy Kambodży (od 2023)

- Katar
  - Emir – Tamim ibn Hamad Al Sani, Emirowie Kataru (od 2013)
  - Premier – 
    1. Chalid ibn Chalifa ibn Abd al-Aziz Al Sani, Premierzy Kataru (2020–2023)
    2. Muhammad ibn Abdul Rahman Al Thani, Premierzy Kataru (od 2023)

- Kazachstan
  - Prezydent – Kasym-Żomart Tokajew, Prezydenci Kazachstanu (od 2019)
  - Premier – Alichan Smaiłow, Premierzy Kazachstanu (od 2022)

- Kirgistan
  - Prezydent – Sadyr Dżaparow, Prezydenci Kirgistanu (od 2021)
  - Przewodniczący Gabinetu Ministrów – Akyłbiek Żaparow, Przewodniczący Gabinetu Ministrów Kirgistanu (od 2021)

- Korea Południowa
  - Prezydent – Yoon Suk-yeol, Prezydenci Korei Południowej (od 2022)
  - Premier – Kim Boo-kyum, Premierzy Korei Południowej (od 2021)

- Korea Północna
  - Szef partii komunistycznej – Kim Dzong Un, Pierwszy Sekretarz Partii Pracy Korei (od 2011)
  - Głowa państwa – Ch’oe Ryong Hae, Przewodniczący Prezydium Najwyższego Zgromadzenia Ludowego KRLD (od 2019)
  - Premier – Kim Tok-Hun, Premierzy Korei Północnej (od 2020)

- Kuwejt
  - Emir – 
    1. Nawwaf al-Ahmad al-Dżabir as-Sabah, Emirowie Kuwejtu (2020–2023)
    2. Miszal al-Ahmad al-Dżabir as-Sabah, Emirowie Kuwejtu (od 2023)

  - Premier – Ahmad Nawwaf al-Ahmad as-Sabah, Premierzy Kuwejtu (od 2022)

- Laos
  - Sekretarz Generalny KC LPL-R – Thongloun Sisoulith, Sekretarze Generalni Komitetu Centralnego Laotańskiej Partii Ludowo-Rewolucyjnej (od 2021)
  - Prezydent – Thongloun Sisoulith, Prezydenci Laosu (od 2021)
  - Premier – Phankham Viphavanh, Premierzy Laosu (od 2021)

- Liban
  - p.o. prezydenta – Nadżib Mikati, P.o. prezydenta Libanu (od 2022)
  - Premier – Nadżib Mikati, Premierzy Libanu (od 2021)

- Malediwy
  - Prezydent – 
    1. Ibrahim Mohamed Solih, Prezydenci Malediwów (2018–2023)
    2. Mohamed Muizzu, Prezydenci Malediwów (od 2023)

- Malezja
  - Monarcha – Abdullah, Yang di-Pertuan Agong Malezji (od 2019)
  - Premier – Anwar Ibrahim, Premierzy Malezji (od 2022)

- Mjanma
  - P.o. prezydenta – Myint Swe, P.o. prezydenta Mjanmy (od 2021)
  - Przewodniczący Rady Administracji Państwowej – Ming Aung Hlaing (od 2021)
  - Premier – Min Aung Hlaing, Premierzy Mjanmy (od 2021)

- Mongolia
  - Prezydent – Uchnaagijn Chürelsüch, Prezydenci Mongolii (od 2021)
  - Premier – Luvsannamsrain Oyun-Erdene, Premierzy Mongolii (od 2021)

- Nepal
  - Prezydent – 
    1. Bidhya Devi Bhandari, Prezydenci Nepalu (2015–2023)
    2. Ram Chandra Poudel, Prezydenci Nepalu (od 2023)

  - Premier – Pushpa Kamal Dahal, Premierzy Nepalu (od 2022)

- Oman
  - Sułtan – Hajsam ibn Tarik Al Sa’id, Sułtani Omanu (od 2020)

- Pakistan
  - Prezydent – Arif Alvi, Prezydenci Pakistanu (od 2018)
  - Premier – 
    1. Shehbaz Sharif, Premierzy Pakistanu (2022–2023)
    2. Anwar ul Haq Kakar, Premierzy Pakistanu (2023–2024)

- Singapur
  - Prezydent – 
    1. Halimah Yacob, Prezydenci Singapuru (2017–2023)
    2. Tharman Shanmugaratnam, Prezydenci Singapuru (od 2023)

  - Premier – Lee Hsien Loong, Premierzy Singapuru (od 2004)

- Sri Lanka
  - Prezydent – Ranil Wickremesinghe, Prezydenci Sri Lanki (od 2022)
  - Premier – Dinesh Gunawardena, Premierzy Sri Lanki (od 2022)

- Syria
  - Prezydent – Baszszar al-Asad, Prezydenci Syrii (od 2000)
  - Premier – Husajn Arnus, Premierzy Syrii (od 2020)
    -  Syryjska Koalicja Narodowa na rzecz Opozycji i Sił Rewolucyjnych
      - Prezydent – Riad Seifa, Przewodniczący Syryjskiej Koalicji Narodowej na rzecz Opozycji i Sił Rewolucyjnych (od 2017)
      - Premier – Dżawad Abu Hatab, Premierzy powstańczej Syryjskiej Koalicji Narodowej (od 2016)

- Tadżykistan
  - Prezydent – Emomali Rahmon, Prezydenci Tadżykistanu (od 1992)
  - Premier – Kohir Rasulzoda, Premierzy Tadżykistanu (od 2013)

- Tajlandia
  - Król – Maha Vajiralongkorn, Królowie Tajlandii (od 2016)
  - Premier – 
    1. Prayuth Chan-ocha, Premierzy Tajlandii (2014–2023)
    2. Srettha Thavisin, Premierzy Tajlandii (od 2023)

- Tajwan (państwo częściowo uznawane)
  - Prezydent – Tsai Ing-wen, Prezydenci Republiki Chińskiej (od 2016)
  - Premier – 
    1. Su Tseng-chang, Premierzy Republiki Chińskiej (2019–2023)
    2. Chen Chien-jen, Premierzy Republiki Chińskiej (od 2023)

- Timor Wschodni
  - Prezydent – Francisco Guterres, Prezydenci Timoru Wschodniego (od 2017)
  - Premier – 
    1. Taur Matan Ruak, Premierzy Timoru Wschodniego (2018–2023)
    2. Xanana Gusmão, Premierzy Timoru Wschodniego (od 2023)

- Turcja
  - Prezydent – Recep Tayyip Erdoğan, prezydenci Turcji (od 2014)

- Turkmenistan
  - Prezydent – Serdar Berdimuhamedow, Prezydenci Turkmenistanu (od 2022)

- Uzbekistan
  - Prezydent – Shavkat Mirziyoyev, Prezydenci Uzbekistanu (od 2016)
  - Premier – Abdulla Aripov, Premierzy Uzbekistanu (od 2016)

- Wietnam
  - Sekretarz Generalny KC KPW – Nguyễn Phú Trọng, Sekretarze Generalni Komitetu Centralnego Komunistycznej Partii Wietnamu (od 2011)
  - Prezydent – 
    1. Nguyễn Xuân Phúc, Prezydenci Wietnamu (2021–2023)
    2. Võ Thị Ánh Xuân, P.o. prezydenta Wietnamu (2023)
    3. Võ Văn Thưởng, Prezydenci Wietnamu (od 2023)

  - Premier – Phạm Minh Chính, Premierzy Wietnamu (od 2021)

- Zjednoczone Emiraty Arabskie
  - Prezydent – Muhammad ibn Zajid Al Nahajjan, Prezydenci Zjednoczonych Emiratów Arabskich (od 2022)
  - Premier – Muhammad ibn Raszid Al Maktum, Premierzy Zjednoczonych Emiratów Arabskich (od 2006)

## Europa
- Albania
  - Prezydent – Bajram Begaj, Prezydenci Albanii (od 2022)
  - Premier – Edi Rama, Premierzy Albanii (od 2013)

- Andora
  - Monarchowie
    - Współksiążę francuski – Emmanuel Macron, Współksiążę francuski Andory (od 2017)
      - Przedstawiciel – Patrick Strzoda (od 2017)

    - Współksiążę episkopalny – Joan Enric Vives Sicília, Współksiążę episkopalny Andory (od 2003)
      - Przedstawiciel – Josep Maria Mauri (od 2012)

  - Premier – Xavier Espot Zamora, Premierzy Andory (od 2019)

- Austria
  - Prezydent – Alexander Van der Bellen, Prezydenci Austrii (od 2017)
  - Kanclerz – Karl Nehammer, Kanclerze Austrii (od 2021)

- Belgia
  - Król – Filip I, Królowie Belgów (od 2013)
  - Premier – Alexander De Croo, Premierzy Belgii (od 2020)

- Białoruś
  - Prezydent – Alaksandr Łukaszenka, Prezydenci Białorusi (od 1994)
  - Premier – Raman Hałouczenka, Premierzy Białorusi (od 2020)

- Bośnia i Hercegowina
  - Głowa państwa – Prezydium Republiki Bośni i Hercegowiny
    - przedstawiciel Serbów – Željka Cvijanović (od 2022)
    - przedstawiciel Chorwatów – Željko Komšić (od 2018), Przewodniczący Prezydium Bośni i Hercegowiny (od 2023)
    - przedstawiciel Boszniaków – Denis Bećirović (od 2022)

  - Premier – 
    1. Zoran Tegeltija, Premierzy Bośni i Hercegowiny (2019–2023)
    2. Borjana Krišto, Premierzy Bośni i Hercegowiny (od 2023)

  - Wysoki Przedstawiciel – Christian Schmidt, Wysoki Przedstawiciel dla Bośni i Hercegowiny (od 2021)

- Bułgaria
  - Prezydent – Rumen Radew, Prezydenci Bułgarii (od 2017)
  - Premier – 
    1. Gyłyb Donew, Premierzy Bułgarii (2022–2023)
    2. Nikołaj Denkow, Premierzy Bułgarii (od 2023)

- Chorwacja
  - Prezydent – Zoran Milanović, Prezydenci Chorwacji (od 2020)
  - Premier – Andrej Plenković, Premierzy Chorwacji (od 2016)

- Czarnogóra
  - Prezydent – 
    1. Milo Đukanović, Prezydenci Czarnogóry (2018–2023)
    2. Jakov Milatović, Prezydenci Czarnogóry (od 2023)

  - Premier – 
    1. Dritan Abazović, Premierzy Czarnogóry (2022–2023)
    2. Milojko Spajić, Premierzy Czarnogóry (od 2023)

- Czechy
  - Prezydent – 
    1. Miloš Zeman, Prezydenci Czech (2013–2023)
    2. Petr Pavel, Prezydent Czech (od 2023)

  - Premier – Petr Fiala, Premierzy Czech (od 2021)

- Dania
  - Król – Małgorzata II, Królowie Danii (1972–2024)
  - Premier – Mette Frederiksen, Premierzy Danii (od 2019)
  -  Wyspy Owcze (Autonomiczne terytorium Królestwa Danii)
    - Królewski administrator – Lene Moyell Johansen, Królewscy administratorzy Wysp Owczych (od 2017)
    - Premier – Bárður Nielsen, Premierzy Wysp Owczych (od 2019)

- Estonia
  - Prezydent –Alar Karis, Prezydenci Estonii (od 2021)
  - Premier – Kaja Kallas, Premierzy Estonii (od 2021)

- Finlandia
  - Prezydent – Sauli Niinistö, Prezydenci Finlandii (od 2012)
  - Premier –
    1. Sanna Marin, Premierzy Finlandii (2019–2023)
    2. Petteri Orpo, Premierzy Finlandii (od 2023)

- Francja
  - Prezydent – Emmanuel Macron, prezydenci Francji (od 2017)
  - Premier – Élisabeth Borne, Premierzy Francji (od 2022)

- Grecja
  - Prezydent – Ekaterini Sakielaropulu, Prezydenci Grecji (od 2020)
  - Premier – 
    1. Kiriakos Mitsotakis, Premierzy Grecji (2019–2023)
    2. Joannis Sarmas, Premierzy Grecji (2023)
    3. Kiriakos Mitsotakis, Premierzy Grecji (od 2023)

- Hiszpania
  - Król – Filip VI, Królowie Hiszpanii (od 2014)
  - Premier – Pedro Sánchez Premierzy Hiszpanii (od 2018)

- Holandia
  - Król – Wilhelm-Aleksander, Królowie Niderlandów (od 2013)
  - Premier – Mark Rutte, Premierzy Holandii (od 2010)

- Irlandia
  - Prezydent – Michael D. Higgins, Prezydenci Irlandii (od 2011)
  - Premier – Micheál Martin, Premierzy Irlandii (od 2020)

- Islandia
  - Prezydent – Guðni Th. Jóhannesson, Prezydenci Islandii (od 2016)
  - Premier – Katrín Jakobsdóttir, Premierzy Islandii (od 2017)

- Liechtenstein
  - Książę – Jan Adam II, Książęta Liechtensteinu (od 1989)
  - Regent – Alojzy (od 2004)
  - Premier – Daniel Risch, Premierzy Liechtensteinu (od 2021)

- Litwa
  - Prezydent – Gitanas Nausėda, Prezydenci Litwy (od 2019)
  - Premier – Ingrida Šimonytė, Premierzy Litwy (od 2020)

- Luksemburg
  - Wielki książę – Henryk, Wielcy książęta Luksemburga (od 2000)
  - Premier –
    1. Xavier Bettel, Premierzy Luksemburga (2013–2023)
    2. Luc Frieden, Premierzy Luksemburga (od 2023)

- Łotwa
  - Prezydent –
    1. Egils Levits, Prezydenci Łotwy (2019–2023)
    2. Edgars Rinkēvičs, Prezydenci Łotwy (od 2023)

  - Premier – 
    1. Arturs Krišjānis Kariņš, Premierzy Łotwy (2019–2023)
    2. Evika Siliņa, Premierzy Łotwy (od 2023)

- Macedonia Północna
  - Prezydent – Stewo Pendarowski, Prezydenci Macedonii Północnej (od 2019)
  - Premier – Dimitar Kowaczewski, Premierzy Macedonii Północnej (od 2022)

- Malta
  - Prezydent – George Vella, Prezydenci Malty (od 2019)
  - Premier – Robert Abela, Premierzy Malty (od 2020)

- Mołdawia
  - Prezydent – Maia Sandu, Prezydenci Mołdawii (od 2020)
  - Premier – 
    1. Natalia Gavrilița, Premierzy Mołdawii (2021–2023)
    2. Dorin Recean, Premierzy Mołdawii (od 2023)

- -  Naddniestrze (państwo nieuznawane)
    - Prezydent – Wadim Krasnosielski, Prezydenci Naddniestrza (od 2016)
    - Premier – Aleksandr Rozenberg, Premierzy Naddniestrza (od 2022)

- Monako
  - Książę – Albert II, Książęta Monako (od 2005)
  - Minister stanu – Pierre Dartout, Ministrowie stanu Monako (od 2020)

- Niemcy
  - Prezydent – Frank-Walter Steinmeier, prezydenci Niemiec (od 2017)
  - Kanclerz – Olaf Scholz, Kanclerze Niemiec (od 2021)

- Norwegia
  - Król – Harald V, Królowie Norwegii (od 1991)
  - Premier – Jonas Gahr Støre, Premierzy Norwegii (od 2021)

- Polska
  - Prezydent – Andrzej Duda, prezydenci Polski (od 2015)
  - Premier – Mateusz Morawiecki, Premierzy Polski (od 2017)

- Portugalia
  - Prezydent – Marcelo Rebelo de Sousa, Prezydenci Portugalii (od 2016)
  - Premier – António Costa, Premierzy Portugalii (od 2015)

- Rosja
  - Prezydent – Władimir Putin, Prezydenci Rosji (od 2012)
  - Premier – Michaił Miszustin, Premierzy Rosji (od 2020)

- Rumunia
  - Prezydent – Klaus Iohannis, Prezydenci Rumunii (od 2014)
  - Premier – 
    1. Nicolae Ciucă, Premierzy Rumunii (2021–2023)
    2. Cătălin Predoiu, P.o. premiera Rumunii (2023)
    3. Marcel Ciolacu, Premierzy Rumunii (od 2023)

- San Marino
  - Kapitanowie regenci –
    1. Manuel Ciavatta i Maria Luisa Berti, Kapitanowie regenci San Marino (2022–2023)
    2. Alessandro Scarano i Adele Tonnini, Kapitanowie regenci San Marino (2023)
    3. Filippo Tamagnini i Gaetano Troina, Kapitanowie regenci San Marino (od 2023)

  - Szef rządu – Nicola Renzi, Sekretarze Stanu do spraw Politycznych i Zagranicznych San Marino (od 2016)

- Serbia
  - Prezydent – Aleksandar Vučić, Prezydenci Serbii (od 2017)
  - Premier – Ana Brnabić, Premierzy Serbii (od 2017)

- -  Kosowo (państwo częściowo uznawane pod zarządem ONZ)
    - Prezydent – Vjosa Osmani, Prezydenci Kosowa (od 2021)
    - Premier – Albin Kurti, Premierzy Kosowa (od 2021)
    - Specjalny Przedstawiciel – Caroline Ziadeh, Specjalni Przedstawiciele Sekretarza Generalnego ONZ w Kosowie (od 2022)

- Słowacja
  - Prezydent – Zuzana Čaputová, Prezydenci Słowacji (od 2019)
  - Premier – 
    1. Eduard Heger, Premierzy Słowacji (2021–2023)
    2. Ľudovít Ódor, Premierzy Słowacji (2023)
    3. Robert Fico, Premierzy Słowacji (od 2023)

- Słowenia
  - Prezydent – Nataša Pirc Musar, Prezydenci Słowenii (od 2022)
  - Premier – Robert Golob, Premierzy Słowenii (od 2022)

- Szwajcaria
  - Rada Związkowa – Alain Berset (od 2012, prezydent w 2023), Ignazio Cassis (od 2017), Viola Amherd (od 2019), Guy Parmelin (od 2016, Karin Keller-Sutter (od 2019), Élisabeth Baume-Schneider (od 2023) i Albert Rösti (od 2023)

- Szwecja
  - Król – Karol XVI Gustaw, Królowie Szwecji (od 1973)
  - Premier – Ulf Kristersson, Premierzy Szwecji (od 2022)

- Ukraina
  - Prezydent – Wołodymyr Zełenski, prezydenci Ukrainy (od 2019)
  - Premier – Denys Szmyhal, Premierzy Ukrainy (od 2020)

- Unia Europejska
  - Prezydencja Rady Unii Europejskiej –
    1. Francja (I-VI 2022)
    2. Czechy (od VII 2022)

  - Przewodniczący Rady Europejskiej – Charles Michel (od 2019)
  - Przewodniczący Komisji Europejskiej – Ursula von der Leyen (od 2019)
  - Przewodniczący Parlamentu Europejskiego – 
    1. David Sassoli (2019–2022)
    2. Roberta Metsola (od 2022)

  - Wysoki przedstawiciel Unii do spraw zagranicznych i polityki bezpieczeństwa – Josep Borrell (od 2019)
- Watykan
  - Papież – Franciszek, Suweren Państwa Miasto Watykan (od 2013)
  - Prezydent Gubernatoratu – Fernando Vérgez Alzaga, Prezydenci Papieskiej Komisji Państwa Watykańskiego (od 2021)
  - Stolica Apostolska
    - Sekretarz stanu – Pietro Parolin, Sekretarze stanu Stolicy Apostolskiej (od 2013)

- Węgry
  - Prezydent – Katalin Novák, Prezydent Węgier (od 2022)
  - Premier – Viktor Orbán, Premierzy Węgier (od 2010)

- Wielka Brytania
  - Król – Karol III, Królowie Zjednoczonego Królestwa (od 2022)
  - Premier – Rishi Sunak, Premierzy Wielkiej Brytanii (od 2022)

- -  Wyspa Man (Dependencja korony brytyjskiej)
    - Gubernator porucznik – John Lorimer, Gubernatorzy porucznicy Wyspy Man (od 2021)
    - Szef ministrów – Alfred Cannan, Premierzy Wyspy Man (od 2021)

- -  Guernsey (Dependencja korony brytyjskiej)
    - Gubernator porucznik – Richard Cripwell, Gubernatorzy porucznicy Guernsey (od 2021)
    - Baliw – Richard McMahon, Baliwowie Guernsey (od 2020)
    - Przewodniczący Komitetu Polityki i Zasobów – Peter Ferbrache, Przewodniczący Komitetu Polityki i Zasobów Guernsey (od 2020)

- -  Jersey (Dependencja korony brytyjskiej)
    - Gubernator porucznik – Jerry Kyd, Gubernatorzy porucznicy Jersey (od 2022)
    - Baliw – Timothy Le Cocq, Baliwowie Jersey (od 2019)
    - Szef ministrów – Kristina Moore, Szefowie ministrów Jersey (od 2022)

- -  Gibraltar (terytorium zamorskie Wielkiej Brytanii)
    - Gubernator – David Steel, Gubernatorzy Gibraltaru (od 2020)
    - Szef ministrów – Fabian Picardo, Szefowie ministrów Gibraltaru (od 2011)

- Włochy
  - Prezydent – Sergio Mattarella, Prezydenci Włoch (od 2015)
  - Premier – Giorgia Meloni, Premierzy Włoch (od 2022)

## Ameryka Północna
- Anguilla (terytorium zamorskie Wielkiej Brytanii)
  - Gubernator – Dileeni Daniel-Selvaratnam, Gubernatorzy Anguilli (od 2021)
  - Szef ministrów – Victor Banks, Szefowie ministrów Anguilli (od 2015)
- Antigua i Barbuda
  - Król – Karol III, Królowie Antigui i Barbudy (od 2022)

- - Gubernator generalny – Rodney Williams, Gubernatorzy generalni Antigui i Barbudy (od 2014)

- - Premier – Gaston Browne, Premierzy Antigui i Barbudy (od 2014)
- Aruba (samorządny kraj członkowski Królestwa Niderlandów)
  - Gubernator – Alfonso Boekhoudt, Gubernatorzy Aruby (od 2017)
  - Premier – Evelyn Wever-Croes, Premierzy Aruby (od 2017)

- Bahamy
  - Król – Karol III, Królowie Bahamów (od 2022)
  - Gubernator generalny – 
    1. Cornelius A. Smith, Gubernatorzy generalni Bahamów (2019–2023)
    2. Cynthia A. Pratt, Gubernatorzy generalni Bahamów (od 2023)

  - Premier – Philip Davis, Premierzy Bahamów (od 2021)

- Barbados
  - Prezydent – Sandra Mason, Prezydenci Barbadosu (od 2021)
  - Premier – Mia Mottley, Premierzy Barbadosu (od 2018)

- Belize
  - Król – Karol III, Królowie Belize (od 2022)
  - Gubernator generalny – Froyla Tzalam, Gubernatorzy generalni Belize (od 2021)
  - Premier – Juan Antonio Briceño, Premierzy Belize (od 2020)

- Bermudy (terytorium zamorskie Wielkiej Brytanii)
  - Gubernator – Rena Lalgie, Gubernatorzy Bermudów (od 2020)
  - Premier – E. David Burt, Premierzy Bermudów (od 2017)

- Brytyjskie Wyspy Dziewicze (terytorium zamorskie Wielkiej Brytanii)
  - Gubernator – John Rankin, Gubernatorzy Brytyjskich Wysp Dziewiczych (od 2021)
  - Premier – Andrew Fahie, Premierzy Brytyjskich Wysp Dziewiczych (od 2019)

- Curaçao (samorządny kraj członkowski Królestwa Niderlandów)
  - Gubernator – Lucille George-Wout, Gubernatorzy Curaçao (od 2013)
  - Premier – Eugene Rhuggenaath, Premierzy Curaçao (od 2017)

- Dominika
  - Prezydent – 
    1. Charles Savarin, Prezydenci Dominiki (2013–2023)
    2. Sylvanie Burton, Prezydenci Dominiki (od 2023)

  - Premier – Roosevelt Skerrit, Premierzy Dominiki (od 2004)

- Dominikana
  - Prezydent – Luis Abinader, Prezydenci Dominikany (od 2020)

- Grenada
  - Król – Karol III, Królowie Grenady (od 2022)
  - Gubernator generalny – Cécile La Grenade, Gubernatorzy generalni Grenady (od 2013)
  - Premier – Keith Mitchell, Premierzy Grenady (od 2013)

- Grenlandia (autonomiczne terytorium Królestwa Danii)
  - Wysoki komisarz – Mikaela Engell, Wysocy komisarze Grenlandii (od 2011)
  - Premier – Múte Bourup Egede, Premierzy Grenlandii (od 2021)

- Gwadelupa (departament zamorski Francji)
  - Prefekt – Éric Maire, Prefekci Gwadelupy (od 2017)
  - Przewodniczący Rady Departamentalnej – Josette Borel-Lincertin, Przewodniczący Rady Departamentalnej Gwadelupy (od 2015)
  - Przewodniczący Rady Regionalnej – Ary Chalus, Przewodniczący Rady Regionalnej Gwadelupy (od 2015)

- Gwatemala
  - Prezydent – Alejandro Giammattei, Prezydenci Gwatemali (2020–2024)

- Haiti
  - p.o Prezydenta – Ariel Henry, Prezydenci Haiti (od 2021)
  - Premier – Ariel Henry, Premierzy Haiti (od 2021)

- Honduras
  - Prezydent – Xiomara Castro, Prezydenci Hondurasu (od 2022)

- Jamajka
  - Król – Karol III, Królowie Jamajki (od 2022)
  - Gubernator generalny – Patrick Linton Allen, Gubernatorzy generalni Jamajki (od 2009)
  - Premier – Andrew Holness, Premierzy Jamajki (od 2016)

- Kajmany (terytorium zamorskie Wielkiej Brytanii)
  - Gubernator – Martyn Roper, Gubernatorzy Kajmanów (od 2018)
  - Premier – Alden McLaughlin, Premierzy Kajmanów (od 2013)

- Kanada
  - Król – Karol III, Królowie Kanady (od 2022)
  - Gubernator generalny – Mary Simon, Gubernatorzy generalni Kanady (od 2021)
  - Premier – Justin Trudeau, Premierzy Kanady (od 2015)

- Kostaryka
  - Prezydent – Carlos Alvarado Quesada, Prezydenci Kostaryki (od 2018)

- Kuba
  - Pierwszy sekretarz KPK – Miguel Díaz-Canel, Pierwsi sekretarze Komunistycznej Partii Kuby (od 2021)
  - Prezydent – Miguel Díaz-Canel, Prezydenci Kuby (od 2019)
  - Premier – Manuel Marrero Cruz, Premierzy Kuby (od 2019)

- Martynika (departament zamorski Francji)
  - Prefekt – Franck Robine, Prefekci Martyniki (od 2017)
  - Przewodniczący Rady Wykonawczej – Alfred Marie-Jeanne, Przewodniczący Rady Wykonawczej Martyniki (od 2015)
  - Przewodniczący Zgromadzenia Martyniki – Claude Lise, Przewodniczący Zgromadzenia Martyniki (od 2015)

- Meksyk
  - Prezydent – Andrés Manuel López Obrador, Prezydenci Meksyku (od 2018)

- Montserrat (terytorium zamorskie Wielkiej Brytanii)
  - Gubernator – Andrew Pearce, Gubernatorzy Montserratu (od 2018)
  - Premier – Easton Taylor-Farrell, Premierzy Montserratu (od 2019)

- Nikaragua
  - Prezydent – Daniel Ortega, Prezydenci Nikaragui (od 2007)

- Panama
  - Prezydent – Laurentino Cortizo, Prezydenci Panamy (od 2019)

- Saint-Barthélemy (wspólnota zamorska Francji)
  - Prefekt – Sylvie Feucher, Prefekci Saint Barthélemy (od 2018)
  - Przewodniczący Rady Terytorialnej – Bruno Magras, Przewodniczący Rady Terytorialnej Saint Barthélemy (od 2007)

- Saint Kitts i Nevis
  - Król – Karol III, Królowie Saint Kitts i Nevis (od 2022)
  - Gubernator generalny – 
    1. Samuel Weymouth Tapley Seaton, Gubernatorzy generalni Saint Kitts i Nevis (2015–2023)
    2. Marcella Liburd, Gubernatorzy generalni Saint Kitts i Nevis (od 2023)

  - Premier – Timothy Harris, Premierzy Saint Kitts i Nevis (od 2015)

- Saint Lucia
  - Król – Karol III, Królowie Saint Lucia (od 2022)
  - Gubernator generalny – Neville Cenac, Gubernatorzy generalni Saint Lucia (od 2018)
  - Premier – Philip Pierre, Premierzy Saint Lucia (od 2021)

- Saint-Martin (wspólnota zamorska Francji)
  - Prefekt – Sylvie Feucher, Prefekci Saint-Martin (od 2018)
  - Przewodniczący Rady Terytorialnej – Daniel Gibbs, Przewodniczący Rady Terytorialnej Saint-Martin (od 2017)

- Saint-Pierre i Miquelon (wspólnota zamorska Francji)
  - Prefekt – Henri Jean, Prefekci Saint-Pierre i Miquelon (od 2016)
  - Przewodniczący Rady Terytorialnej – Stéphane Artano, Przewodniczący Rady Terytorialnej Saint-Pierre i Miquelon (od 2006)

- Saint Vincent i Grenadyny
  - Król – Karol III, Królowie Saint Vincent i Grenadyn (od 2022)
  - Gubernator generalny – Susan Dougan, Gubernatorzy generalni Saint Vincent i Grenadyn (od 2019)
  - Premier – Ralph Gonsalves, Premierzy Saint Vincent i Grenadyn (od 2001)

- Salwador
  - Prezydent – 
    1. Nayib Bukele, Prezydenci Salwadoru (2019–2023)
    2. Claudia Rodríguez de Guevara, P.o. prezydenta Salwadoru (od 2023)

- Sint Maarten (samorządny kraj członkowski Królestwa Niderlandów)
  - Gubernator – Eugene Holiday, Gubernatorzy Sint Maarten (od 2010)
  - Premier – Silveria Jacobs, Premierzy Sint Maarten (od 2019)

- Stany Zjednoczone
  - Prezydent – Joe Biden, Prezydenci Stanów Zjednoczonych (od 2021)

- -  Portoryko (Terytorium zorganizowane o statusie wspólnoty Stanów Zjednoczonych Ameryki)
    - Gubernator – Pedro Pierluisi, Gubernatorzy Portoryko (od 2021)

- -  Wyspy Dziewicze Stanów Zjednoczonych (Nieinkorporowane terytorium zorganizowane Stanów Zjednoczonych Ameryki)
    - Gubernator – Kenneth Mapp, Gubernatorzy Wysp Dziewiczych Stanów Zjednoczonych (od 2015)

- Trynidad i Tobago
  - Prezydent – 
    1. Paula-Mae Weekes, Prezydenci Trynidadu i Tobago (2018–2023)
    2. Christine Kangaloo, Prezydenci Trynidadu i Tobago (od 2023)

  - Premier – Keith Rowley, Premierzy Trynidadu i Tobago (od 2015)

- Turks i Caicos (terytorium zamorskie Wielkiej Brytanii)
  - Gubernator – Nigel Dakin, Gubernatorzy Turks i Caicos (od 2019)
  - Premier – Washington Misick, Premierzy Turks i Caicos (od 2021)

## Ameryka Południowa
- Argentyna
  - Prezydent – Alberto Fernández, prezydenci Argentyny (od 2019)

- Boliwia
  - Prezydent – Luis Arce, Prezydenci Boliwii (od 2019)

- Brazylia
  - Prezydent – Luiz Inácio Lula da Silva, Prezydenci Brazylii (od 2023)

- Chile
  - Prezydent – Gabriel Boric, Prezydenci Chile (od 2022)

- Ekwador
  - Prezydent – 
    1. Guillermo Lasso, Prezydenci Ekwadoru (2021–2023)
    2. Daniel Noboa, Prezydenci Ekwadoru (od 2023)

- Falklandy (terytorium zamorskie Wielkiej Brytanii)
  - Gubernator – Nigel Phillips, Gubernatorzy Falklandów (od 2017)
  - Szefowie Rady Wykonawczej – Barry Rowland, Szefowie Rady Wykonawczej Falklandów (od 2016)

- Georgia Południowa i Sandwich Południowy (terytorium zamorskie Wielkiej Brytanii)
  - Komisarz – Nigel Phillips, Komisarze Georgii Południowej i Sandwicha Południowego (od 2017)
  - Starszy naczelnik – Tariq Ahmad, Starsi naczelnicy Georgii Południowej i Sandwicha Południowego (od 2017)

- Gujana
  - Prezydent – Irfaan Ali, Prezydenci Gujany (od 2020)
  - Premier – Mark Phillips, Premierzy Gujany (od 2020)

- Gujana Francuska (departament zamorski Francji)
  - Prefekt – Thierry Queffelec, Prefekci Gujany Francuskiej (od 2020)
  - Przewodniczący Zgromadzenia Gujany – Rodolphe Alexandre, Przewodniczący Zgromadzenia Gujany (od 2015)

- Kolumbia
  - Prezydent – Gustavo Petro, prezydenci Kolumbii (od 2022)

- Paragwaj
  - Prezydent – 
    1. Mario Abdo Benítez, Prezydenci Paragwaju (2018–2023)
    2. Santiago Peña, Prezydenci Paragwaju (od 2023)

- Peru
  - Prezydent – Dina Boluarte, prezydenci Peru (od 2022)
  - Premier – Alberto Otárola, Premierzy Peru (od 2022)

- Surinam
  - Prezydent – Chan Santokhi, Prezydenci Surinamu (od 2020)

- Urugwaj
  - Prezydent – Luis Lacalle Pou, Prezydenci Urugwaju (od 2020)

- Wenezuela
  - Prezydent – Nicolás Maduro, Prezydenci Wenezueli (od 2013)

## Australia i Oceania
- Australia
  - Król – Karol III, Królowie Australii (od 2022)
  - Gubernator generalny – David Hurley, Gubernatorzy generalni Australii (od 2019)
  - Premier – Anthony Albanese, Premierzy Australii (od 2022)

- -  Wyspa Bożego Narodzenia (terytorium zewnętrzne Australii)
    - Administrator – Natasha Griggs, Administratorzy Wyspy Bożego Narodzenia (od 2017)

- -     - Przewodniczący Rady – Gordon Thomson, Przewodniczący Rady Wyspy Bożego Narodzenia (od 2013)

  -  Wyspy Kokosowe (terytorium zewnętrzne Australii)

- -     - Administrator – Barry Haase, Administratorzy Wysp Kokosowych (od 2014)
    - Przewodniczący Rady – Balmut Pirus, Przewodniczący Rady Wysp Kokosowych (od 2015)

- -  Norfolk (terytorium zewnętrzne Australii)
    - Administrator – Eric Hutchinson, Administratorzy Norfolku (od 2017)
    - Dyrektor Wykonawczy – Peter Gesling, Dyrektorzy wykonawczy Norfolku (od 2015)

- Fidżi
  - Prezydent – Wiliame Katonivere, Prezydenci Fidżi (od 2021)
  - Premier – Sitiveni Rabuka, Premierzy Fidżi (od 2022)

- Guam (nieinkorporowane terytorium zorganizowane Stanów Zjednoczonych Ameryki)
  - Gubernator – Lou Leon Guerrero, Gubernatorzy Guamu (od 2019)

- Kiribati
  - Prezydent – Taneti Mamau, Prezydenci Kiribati (od 2016)
- Mariany Północne (nieinkorporowane terytorium zorganizowane Stanów Zjednoczonych Ameryki)
  - Gubernator – Ralph Torres, Gubernatorzy Marianów Północnych (od 2015)

- Mikronezja
  - Prezydent – 
    1. David W. Panuelo, Prezydenci Mikronezji (2019–2023)
    2. Wesley Simina, Prezydenci Mikronezji (od 2023)

- Nauru
  - Prezydent – 
    1. Russ Kun, Prezydenci Nauru (2022–2023)
    2. David Adeang, Prezydenci Nauru (od 2023)

- Nowa Kaledonia (wspólnota sui generis Francji)
  - Wysoki komisarz – Laurent Prévost, Wysocy Komisarze Nowej Kaledonii (od 2019)
  - Przewodniczący rządu – Louis Mapou, Przewodniczący rządu Nowej Kaledonii (od 2021)

- Nowa Zelandia
  - Król – Karol III, Królowie Nowej Zelandii (od 2022)
  - Gubernator generalny – Cindy Kiro, Gubernatorzy generalni Nowej Zelandii (od 2021)
  - Premier – 
    1. Jacinda Ardern, Premierzy Nowej Zelandii (2017–2023)
    2. Chris Hipkins, Premierzy Nowej Zelandii (2023)
    3. Christopher Luxon, Premierzy Nowej Zelandii (od 2023)

- -  Wyspy Cooka (terytorium stowarzyszone Nowej Zelandii)
    - Wysoki Komisarz – Peter Marshall, Wysocy Komisarze Wysp Cooka (od 2015)
    - Przedstawiciel Króla – Tom Marsters, Przedstawiciele Królowej na Wyspach Cooka (od 2013)
    - Premier – Henry Puna, Premierzy Wysp Cooka (od 2010)

- -  Niue (terytorium stowarzyszone Nowej Zelandii)
    - Wysoki Komisarz – Ross Ardern, Wysocy Komisarze Niue (od 2014)
    - Premier – Dalton Tagelagi, Premierzy Niue (od 2020)

- -  Tokelau (terytorium zależne Nowej Zelandii)
    - Administrator – Brook Barrington, P.o. Administratora Tokelau (od 2017)
    - Szef rządu – Siopili Perez, Szefowie rządu Tokelau (od 2017)

- Palau
  - Prezydent – Surangel Whipps Jr. (od 2021)

- Papua-Nowa Gwinea
  - Król – Karol III, Królowie Papui-Nowej Gwinei (od 2022)
  - Gubernator generalny – Bob Dadae, Gubernatorzy generalni Papui-Nowej Gwinei (od 2017)
  - Premier – James Marape, Premierzy Papui-Nowej Gwinei (od 2019)

- Pitcairn (terytorium zamorskie Wielkiej Brytanii)
  - Gubernator – Jonathan Sinclair, Gubernatorzy Pitcairn (od 2014)
  - Burmistrz – Shawn Christian, Burmistrzowie Pitcairn (od 2014)

- Polinezja Francuska (wspólnota zamorska Francji)
  - Wysoki Komisarz – René Bidal, Wysocy komisarze Polinezji Francuskiej (od 2016)
  - Prezydent – Édouard Fritch, Prezydenci Polinezji Francuskiej (od 2014)

- Samoa
  - Głowa państwa – Tuimalealiʻifano Vaʻaletoa Sualauvi II, O le Ao o le Malo Samoa (od 2017)
  - Premier – Naomi Mataʻafa, Premierzy Samoa (od 2021)
- Samoa Amerykańskie (nieinkorporowane terytorium niezorganizowane Stanów Zjednoczonych Ameryki)
  - Gubernator – Lemanu Peleti Mauga, Gubernatorzy Samoa Amerykańskiego (od 2021)

- Tonga
  - Król – Tupou VI, Królowie Tonga (od 2012)
  - Premier – Siaosi Sovaleni, Premierzy Tonga (od 2021)

- Tuvalu
  - Król – Karol III, Królowie Tuvalu (od 2022)
  - Gubernator generalny – Tofiga Vaevalu Falani, Gubernatorzy generalni Tuvalu (od 2021)
  - Premier – Enele Sopoaga, Premierzy Tuvalu (od 2013)

- Vanuatu
  - Prezydent – Nikenike Vurobaravu, Prezydenci Vanuatu (od 2022)
  - Premier – 
    1. Ishmael Kalsakau, Premierzy Vanuatu (2022–2023)
    2. Sato Kilman, Premierzy Vanuatu (2023)
    3. Charlot Salwai, Premierzy Vanuatu (od 2023)

- Wallis i Futuna (wspólnota zamorska Francji)
  - Administrator – Hervé Jonathan, Administratorzy Wallis i Futuny (od 2021)
  - Przewodniczący Zgromadzenia Terytorialnego – Atoloto Kolokilagi, Przewodniczący Zgromadzenia Terytorialnego Wallis i Futuny (od 2019)

- Wyspy Marshalla
  - Prezydent – David Kabua, Prezydenci Wysp Marshalla (od 2020)

- Wyspy Salomona
  - Król – Karol III, Królowie Wysp Salomona (od 2022)
  - Gubernator generalny – David Vunagi, Gubernatorzy generalni Wysp Salomona (od 2019)
  - Premier – Manasseh Sogavare, Premierzy Wysp Salomona (od 2019)